# Rudolf Leonhard (Jurist)

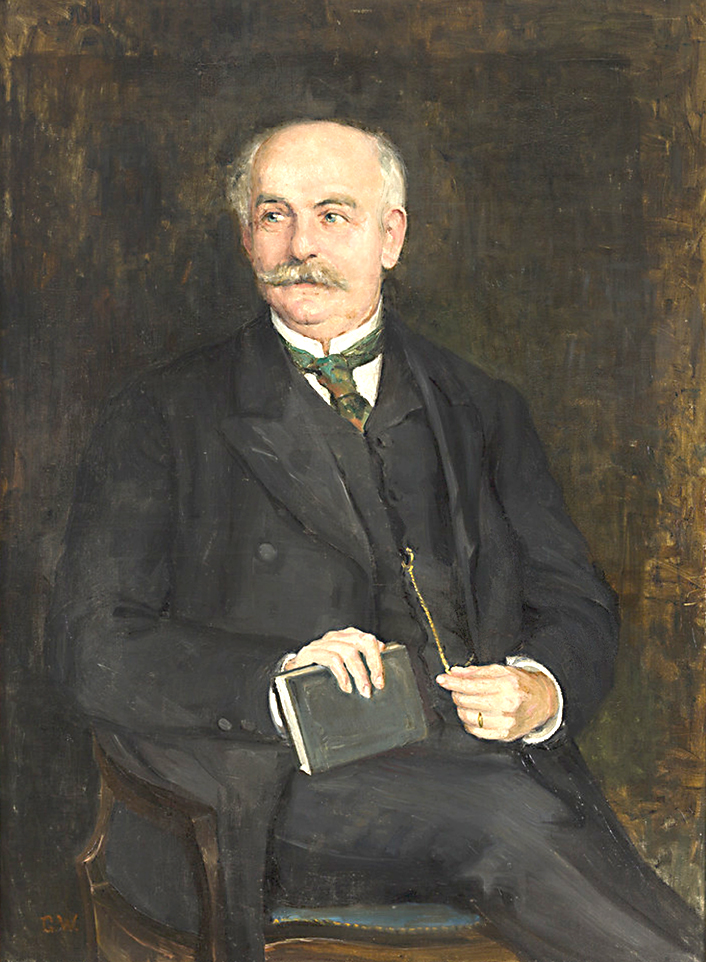
Carl Georg Rudolf Leonhard

Carl Georg Rudolf Leonhard (* 26. Dezember 1851 in Breslau; † 1. Januar 1921 ebenda) war ein deutscher Rechtshistoriker und Hochschullehrer in Göttingen, Halle, Marburg und Breslau.

## Leben
Rudolf Leonhard stammte aus einer jüdischen Juristenfamilie. Sein Vater war der Rechtsanwalt Sigismund Aronson Leonhard. Rudolf Leonhard besuchte das Maria-Magdalenen-Gymnasium zu Breslau und die Gymnasien zu Beuthen und Brieg. Ab Ostern 1869 studierte er Rechtswissenschaft an der Ruprecht-Karls-Universität Heidelberg, wo er Mitglied des Corps Rhenania Heidelberg wurde. Bei Ausbruch des Deutsch-Französischen Krieges meldete er sich als Kriegsfreiwilliger zur Preußischen Armee. Nach dem Krieg setzte er sein Studium an der Hessischen Ludwigs-Universität und der Friedrich-Wilhelms-Universität zu Berlin fort. In Berlin wurde er 1874 zum Dr. iur. promoviert. Als Gerichtsassessor bereitete er seine akademische Laufbahn vor. 1878 habilitierte er sich in Berlin. Bereits 1880 ging er als a.o. Professor an die Georg-August-Universität Göttingen. 1884 wurde er als o. Professor an die Friedrichs-Universität Halle berufen. 1885 wechselte er an die Philipps-Universität Marburg auf den Lehrstuhl für Römisches Recht, Zivilprozessrecht, Preußisches Landrecht und Juristische Fachsprache. Für das akademische Jahr 1891/92 wurde er zum Rektor der Philipps-Universität gewählt. In seiner Rektoratsrede am 18. Oktober 1891 befasste er sich mit der Bedeutung des Kanonischen Rechts für das Verständnis des Reichszivilprozesses. Im Nebenamt hielt Leonhard rechtshistorische Lehrveranstaltungen an der 1894 begründeten Archivschule ab. 1895 kehrte Leonhard ins heimatliche Breslau zurück, als Lehrstuhlinhaber für Römisches Recht an der Königlichen Universität Breslau. 1896 wurde er zum Geh. Justizrat ernannt. 1902/03 war er wiederum Rektor. 1907/08 als Kaiser Wilhelm Professor an die Law School der Columbia University eingeladen, hielt er Vorlesungen über bürgerliches Recht. Die Universität verlieh ihm die juristische Ehrendoktorwürde.
Rudolf Leonhard verband in seiner Forschung Zivilrecht und Römisches Recht. Besonders widmete er sich dem Bürgerlichen Gesetzbuch, das seit der Deutschen Reichsgründung diskutiert wurde.
Der Rechtswissenschaftler Franz Leonhard und der Senatspräsident am Kammergericht Fritz Leonhard (1868–1937) waren seine Brüder.

## Schriften
- De natura actionis, quae praejudicialis vocatur. Halle 1874 (Berliner Dissertation)
- Versuch einer Entscheidung der Streitfrage über den Vorzug der successio graduum vor dem Accrescenzrechte nach römischem Rechte, Halle 1874
- Der Irrthum bei nichtigen Verträgen nach römischem Recht. Ein Beitrag zur Vereinfachung der Vertragslehre. Erster Theil. Die dem Einflusse des Irrthums ausgesetzten Bestandteile des Vertrages, Berlin 1882
- Ein Beitrag zu der allgemeinen Civilrechtslehre und zur Begriffsbestimmung des subjectiven Rechtes, Wien 1882
- Rechtsfälle zum vergleichenden Studium des römischen Rechts und des preußischen Landrechts, Leipzig 1887
- Die Universität Bologna im Mittelalter, Leipzig 1888
- Der Irrthum als Nichtigkeitsgrund im Entwurfe eines bürgerlichen Gesetzbuches für das Deutsche Reich, Berlin 1889
- Roms Vergangenheit und Deutschlands Recht, Leipzig 1889
- Die Lebensbedingungen der Rechtspflege, Marburg 1891
- Der Entwurf eines bürgerlichen Gesetzbuchs für das deutsche Reich und seine Beurteilung, Marburg 1891. Zweite Fassung, Marburg 1892
- Institutionen des römischen Rechts, Leipzig 1894
- Das persönliche Eherecht des Entwurfs eines bürgerlichen Gesetzbuches für das deutsche Reich, Berlin 1895
- Die Vollendung des Deutschen bürgerlichen Gesetzbuches, Marburg 1897
- Der allgemeine Theil des bürgerlichen Gesetzbuchs in seinem Einflusse auf die Fortentwickelung der Rechtswissenschaft, Berlin 1900
- Die Hauptziele des neuen bürgerlichen Gesetzbuches, Breslau 1900
- Der Einfluss des österreichischen bürgerlichen Gesetzbuches auf die neue Deutsche Erbfolgeordnung, Wien 1902
- Der Schutz der Ehre im alten Rom, Breslau 1902
- Die Replik des Prozessgewinns (replica rei secundum me judicatae), Breslau 1905
- Der Verstoß gegen die guten Sitten, Weimar 1907